# Radar z syntetyczną aperturą

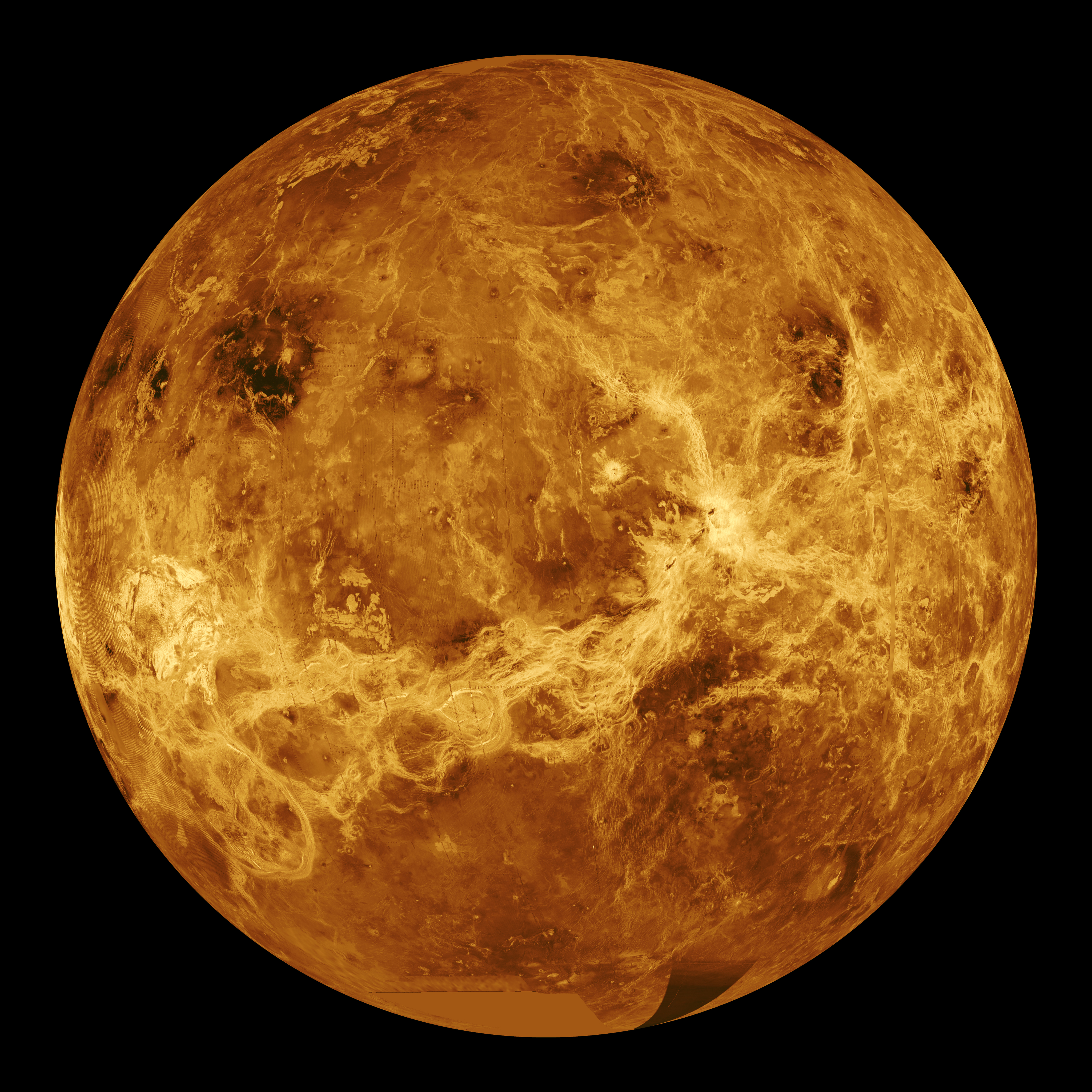
Obraz Wenus uzyskany przy pomocy SAR przez sondę Magellan

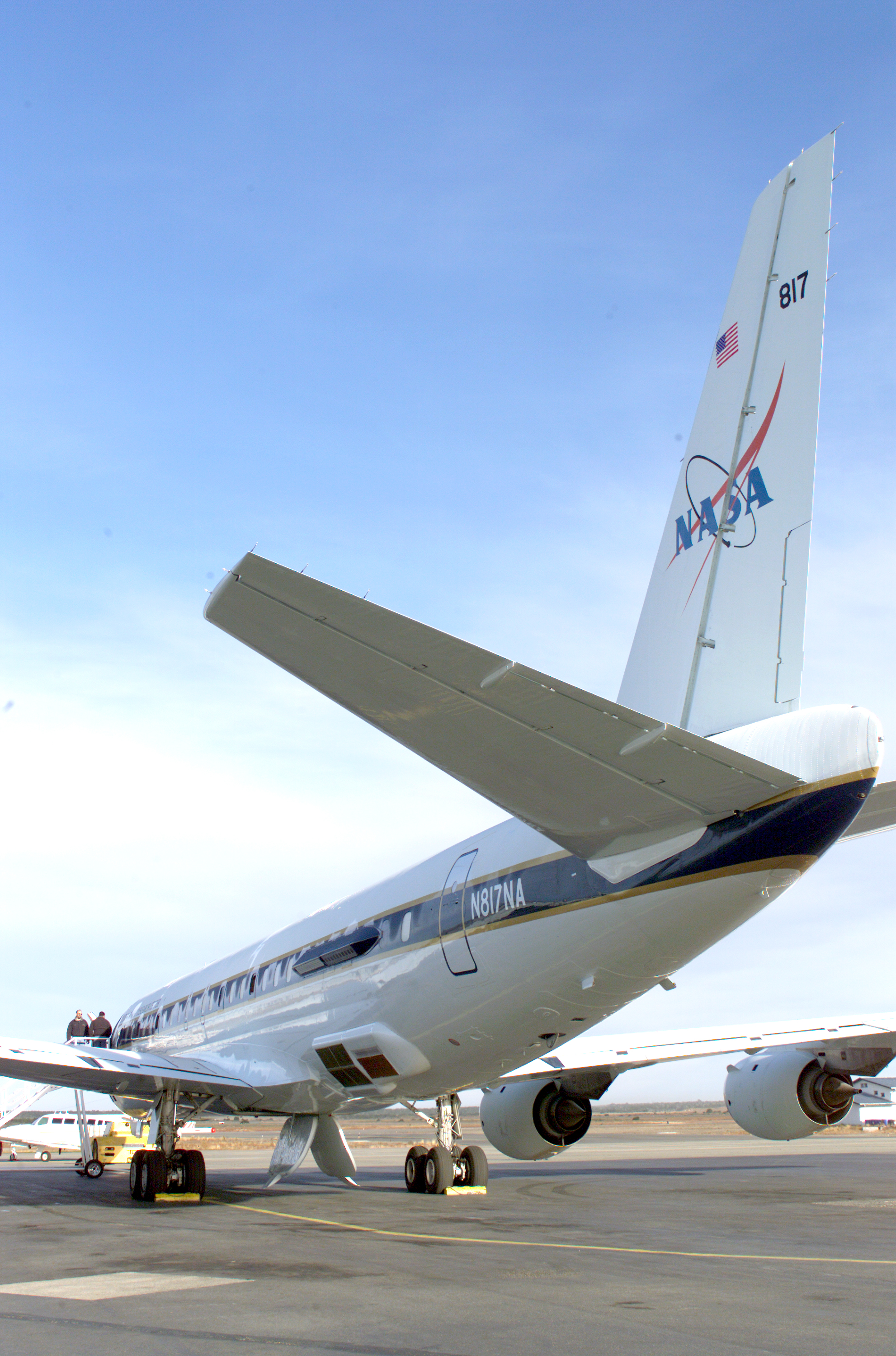
Samolot NASA Douglas DC-8 z umieszczaną na burcie anteną SAR

Radar z syntetyczną aperturą (ang. SAR; Synthetic Aperture Radar) – radar służący do uzyskiwania obrazów nieruchomych obiektów o wysokiej rozróżnialności. Radar jest wykorzystywany do tworzenia obrazów powierzchni terenu, Ziemi oraz innych planet z zastosowaniem technik teledetekcji. Lotnictwo wojskowe używa takie radary do rozpoznania.

## Podstawy
W klasycznym radarze w celu zwiększenia rozróżnialności (zawężenia wiązki) zwiększa się wielkość anteny. Prowadzi to do budowy radarów o dużych antenach, których wymiary potrafią osiągnąć kilkadziesiąt metrów. Wielkość anteny jest ograniczona możliwościami konstrukcyjnymi, szczególnie gdy radar ma być ruchomy. Technika radaru z syntetyczną aperturą polega na zwiększeniu wirtualnego rozmiaru anteny poprzez nadawanie i odbiór sygnałów sondujących za pomocą anteny umieszczonej na ruchomej platformie. Zarejestrowane sygnały są następnie składane (syntezowane) w taki sposób, jakby pochodziły od elementów składowych jednej dużej anteny, często o wymiarze kilkuset metrów a nawet kilku kilometrów. W wyniku czego można uzyskać obrazy radarowe o bardzo wysokiej rozdzielczości. Teoretyczna rozdzielczość SAR w kierunku ruchu platformy (statku powietrznego lub satelity rozpoznawczego) jest równa połowie długości anteny (w kierunku ruchu). Więc zmniejszając wymiar anteny można zwiększyć rozdzielczość SAR.
Rozdzielczość w zakresie odległości określona jest przez szerokość impulsu sondującego lub jego pasmo (przy zastosowaniu sygnału złożonego). Obecnie w kosmicznej technice SAR uzyskuje się rozdzielczości metrowe, w technice samolotowej – rozdzielczości decymetrowe. W celu uzyskania wysokiej jakości obrazów z SAR konieczna jest bardzo dokładna znajomość trajektorii ruchu platformy (z dokładnością większą niż 0,1 długości fali). Ponieważ zwykle trajektoria ruchu nie jest tak dokładnie znana, konieczne jest stosowanie technik automatycznego ogniskowania.
W początkowym okresie rozwoju techniki Radarów o Syntetycznej Aperturze do tworzenia obrazów wykorzystywane były analogowe komputery optyczne, wykorzystujące światło laserowe i techniki holograficzne. Obecnie obrazy z SAR są uzyskiwane za pomocą technik cyfrowych – za pomocą komputerów macierzowych (zwykle budowanych jako matryce procesorów sygnałowych). W wielu systemach surowe dane radarowe (próbki odebranego sygnału) są przekazywane do naziemnych centrów obliczeniowych, gdzie za pomocą superkomputerów tworzone są obrazy z syntetycznej apertury.

## Techniki pochodne
Obraz radaru z syntetyczną aperturą jest obrazem monochromatycznym, który zawiera informacje jedynie o współczynniku odbicia obserwowanego obszaru. Ten obraz można wzbogacić stosując bardziej złożone metody przetwarzania, techniki polaryzacyjne (stosując anteny o zmiennej polaryzacji) oraz techniki interferometryczne (stosując kilka oddalonych od siebie anten).

### Polarymetria
Fale elektromagnetyczne nadawane przez radar są spolaryzowane. Stosować można polaryzację pionową, poziomą, kołową lewo- i prawoskrętną, eliptyczną. Niektóre powierzchnie odbijają promieniowanie różnie w zależności od jego polaryzacji, mogą również zmieniać polaryzację fali odbitej. Pewne struktury odbijające (w szczególności cienkie warstwy, w których występują odbicia wielokrotne) mogą silniej odbijać fale o określonej polaryzacji. W celu uzyskania informacji polarymetrycznej radary z syntetyczną aperturą wysyłają kolejno sygnały o polaryzacji pionowej (V) i poziomej (H) i odbierają obydwie składowe polaryzacyjne. W ten sposób tworzy się cztery obrazy o polaryzacjach VV, HH, VH i HV. Ponieważ zwykle obrazy VH i HV są prawie identyczne, można trzem obrazom (HH, VV i HV) przydzielić trzy kolory podstawowe i w ten sposób utworzyć kolorowy obraz z SAR. Do interpretacji obrazów interferometrycznych konieczna jest znajomość własności polarymetrycznych materiałów.
Jeżeli stworzone zostaną obrazy polarymetryczne w różnych okresach, to na podstawie ich różnic można wykrywać zmiany spowodowane działalnością człowieka. Można np. wykryć przejazd pojazdu po podłożu trawiastym.

### Interferometria
Wynikiem tworzenia obrazu z SAR jest obraz zespolony. W klasycznym podejściu informacja o obserwowanym obszarze uzyskiwana jest z amplitudy utworzonego obrazu z SAR. Informacja zawarta w fazie jest bezpowrotnie gubiona. Informacja fazowa nie może być wykorzystana w przypadku pojedynczego obrazu z SAR. Jednak, jeżeli wytworzone zostaną dwa obrazy z SAR za pomocą anten umieszczonych na różnych wysokościach, to różnica faz dwóch obrazów niesie informacje o wysokości obserwowanych punktów. W ten sposób można utworzyć trójwymiarowe obrazy obserwowanego obszaru (numeryczny model terenu NMT; ang. digital elevation model DEM). Technikę można zastosować stosując interferometrię jednoprzebiegową (stosując co najmniej dwie anteny odbiorcze) lub interferometrię dwuprzebiegową, przelatując dwukrotnie nad obrazowanym obszarem na różnych wysokościach. Obrazy lotnicze o rozdzielczości 5 m (również w wysokości) uzyskiwane są przez Canada Centre for Remote Sensing. Metoda jednoprzebiegowa została zastosowana w misji SRTM w 2000 roku, w której uzyskano obrazy wysokiej rozdzielczości powierzchni Ziemi z pokładu promu kosmicznego.
Jeżeli anteny rozsunięte są w kierunku ruchu, to z różnicy faz można wyznaczyć prędkość obiektów poruszających się po powierzchni ziemi. W ten sposób można wykrywać obiekty ruchome, można również określać prędkość przemieszczania się lodowców lub prądów oceanicznych.
Jeżeli zastosuje się technikę wieloprzebiegową, to różnica faz obrazów może wynikać z wysokości obserwowanych punktów bądź z ich przemieszczenia. Jeżeli trajektorie ruchu radaru z syntetyczną aperturą pokrywają się w obydwu przebiegach, to nie występuje różnica faz wynikająca z wysokości obserwowanych punktów, a efekt interferometryczny jest wywołany jedynie przemieszczaniem się punktów. Rozdzielczość metody jest na poziomie setnych części długości fali, można więc wykrywać milimetrowe przemieszczenia np. wywołane ruchami górotworu, wstrząsami tektonicznymi, erupcjami wulkanów, podziemną działalnością człowieka itp.